# TREASURY
『TREASURY』（トレジャリー）は、中山美穂のベスト・アルバム。1997年4月9日にキングレコードより発売された。(KICS610)

## 解説
- それまでにもシングル・コレクション『COLLECTION』シリーズ（I〜III）やバラード・ベスト『Ballads』『Ballads II』はリリースしていたが、デビュー13年目にして初の本格的なベスト・アルバムである。
- 全シングルの中から本人が選曲した15曲で、ミリオンヒット2曲を含むドラマや映画主題歌、CMソングで大半が占められている。
- 前年のシングル「未来へのプレゼント」がヒットした後ということもあり、オリコンランキングでは当時人気絶頂であったglobeやEvery Little Thingに次ぐ初登場第3位を獲得し、ロングセラーとなった。
- ジャケットは、本人が大好きという天使のコスチュームで海辺ではしゃぐ姿である。ハワイにて撮影した。アートワークはサカグチケン
- 初回限定盤は特殊パッケージ（BOX仕様）、全88ページフルカラー完全ディスコグラフィー付になっている。ディスコグラフィーはシングルに関しては17センチEP時代の作品は全て8センチCDにて再発売もしくは同時発売していたため全て8センチCDの写真が使われている。全作品規格番号入り。
- テレビCMでは1986年発売のアルバム『SUMMER BREEZE』収録の「You're My Only Shinin' Star」をバックに“中山美穂 初のベストアルバム”という謳い文句で宣伝されたが、実際に当アルバムに収録されている「You're My Only Shinin' Star」は1988年発売のシングル・ヴァージョンである。

## 収録曲
1. CATCH ME
  - 角松敏生作詞作曲による自身初のオリコン1位獲得作品。
  - 本人主演ドラマ『おヒマなら来てよネ!』主題歌。
2. You're My Only Shinin' Star
  - 1986年のアルバム『SUMMER BREEZE』から1988年にシングルカットされたバラード。オリコン1位獲得。
  - 今作にはシングルバージョンで収録されているが、複数のバージョンが存在する。
3. 人魚姫 mermaid
  - 本人主演ドラマ 『若奥さまは腕まくり!』主題歌。シンガーソングライターCINDYによる作曲。オリコン1位獲得。
4. ROSÉCOLOR
  - 化粧品会社資生堂CMタイアップ曲。オリコン1位獲得。
5. Rosa
  - ノンタイアップながらオリコンに27週ランクインとロングヒットとなった。
  - パッケージには「Rose 〈ローザ〉」と誤植されている。
  - この曲で第42回NHK紅白歌合戦に出場。
6. 遠い街のどこかで…
  - 本人主演ドラマ『逢いたい時にあなたはいない…』主題歌。
  - 現在、フジテレビ系『めざましテレビ』内コーナー「きょうのわんこ」では、この曲のサビのオルゴールバージョンが使われている。
7. 世界中の誰よりきっと
  - WANDSとのデュエットソングで、「中山美穂 & WANDS」名義で発売。カラオケ、結婚式の定番ソングとして今なお歌われることも多い。オリコン1位獲得。
  - 本人主演ドラマ『誰かが彼女を愛してる』主題歌。
  - この曲で第7回日本ゴールドディスク大賞作品賞ベスト5シングル賞、第12回JASRAC賞金賞、日本作詩家協会賞を受賞。
8. 幸せになるために
  - NHK朝の連続テレビ小説『ええにょぼ』主題歌。
  - この曲で第44回NHK紅白歌合戦出場。
9. ただ泣きたくなるの
  - 本人主演ドラマ『もしも願いが叶うなら』主題歌。単独名義では最大のミリオンヒット。オリコン1位獲得。
  - この曲で第45回NHK紅白歌合戦出場。
10. Sea Paradise -OLの反乱-
  - 同日発売のアルバム『Pure White』からのシングルカット。
11. HERO
  - マライア・キャリーのヒット曲を本人訳詞によりカバー。本人主演ドラマ『For You』の主題歌。
12. Hurt to Heart〜痛みの行方〜
  - TBS系ドラマ『ひと夏のラブレター』主題歌。ロングヒットを記録。
13. Thinking about you〜あなたの夜を包みたい〜
  - キャスターの櫻井よしこが聞き惚れて、自身の出演するニュース番組のエンディングテーマ曲にしたという、母性愛を歌ったバラード。
14. True Romance
  - アルバム『Deep Lip French』からのシングルカット曲。
15. 未来へのプレゼント
  - シンガーソングライター岡本真夜とのコラボレーション曲。本人主演ドラマ『おいしい関係』主題歌にもなり大ヒット。
  - シングルでは現時点で最後のトップ10入り作品。「中山美穂 with MAYO」名義で発売。